# Distrito electoral de Stove Creek (condado de Cass, Nebraska)
Stove Creek (en inglés: Stove Creek Precinct) es un distrito electoral ubicado en el condado de Cass en el estado estadounidense de Nebraska. En el Censo de 2010 tenía una población de 992 habitantes y una densidad poblacional de 10,59 personas por km².

## Geografía
Stove Creek se encuentra ubicado en las coordenadas 40°50′2″N 96°17′1″O / 40.83389, -96.28361. Según la Oficina del Censo de los Estados Unidos, Stove Creek tiene una superficie total de 93.66 km², de la cual 93.47 km² corresponden a tierra firme y (0.21%) 0.19 km² es agua.

## Demografía
Según el censo de 2010, había 992 personas residiendo en Stove Creek. La densidad de población era de 10,59 hab./km². De los 992 habitantes, Stove Creek estaba compuesto por el 98.49% blancos, el 0.1% eran afroamericanos, el 0.4% eran amerindios, el 0% eran asiáticos, el 0% eran isleños del Pacífico, el 0.1% eran de otras razas y el 0.91% pertenecían a dos o más razas. Del total de la población el 2.62% eran hispanos o latinos de cualquier raza.